# Kirbyville
Kirbyville is een plaats (city) in de Amerikaanse staat Texas, en valt bestuurlijk gezien onder Jasper County.

## Demografie
Bij de volkstelling in 2000 werd het aantal inwoners vastgesteld op 2085.
In 2006 is het aantal inwoners door het United States Census Bureau geschat op 2028, een daling van 57 (-2,7%).

## Geografie
Volgens het United States Census Bureau beslaat de plaats een oppervlakte van
6,3 km², geheel bestaande uit land. Kirbyville ligt op ongeveer 44 m boven zeeniveau.

## Geboren
- Ivory Joe Hunter (1914-1974), singer-songwriter en pianist

## Plaatsen in de nabije omgeving
De onderstaande figuur toont nabijgelegen plaatsen in een straal van 36 km rond Kirbyville.